# 北洲
株式会社北洲（ほくしゅう、英: HOKUSHU Co., Ltd.）は、宮城県富谷市に本社を置く、日本の企業。事業の中核は建設資材販売・住宅事業である。

## 概要
北洲は、1958年に岩手県北上市に創業し、現在は建設資材販売、住宅事業、リフォーム事業を行なっている。建設資材販売は全国に展開し、床材やサイディングプレカット、外断熱システムを販売している。住宅事業は岩手県・宮城県・福島県・栃木県・埼玉県に展開し、ツーバイフォー工法の注文住宅・企画住宅・大規模木造建築の設計施工、不動産売買および仲介を行なっている。リフォーム事業は岩手県・宮城県に展開し、戸建て住宅およびマンションの断熱改修工事やリフォーム・リノベーションを行なっている。

## 沿革
- 1958年 - 創業者片方厚夫が「北洲ベニヤ商会」創業[3]。
- 1964年 - 北上本店新社屋落成（岩手県北上市青柳町）。
- 1968年 - 会社法人登記「北洲ベニヤ商会」。
- 1972年 - 「株式会社北洲」と商号変更。
- 1974年 - 北洲本社新築落成（岩手県北上市北鬼柳）。
- 1977年 - ツーバイフオーハウスサービス部を設立（北洲ハウジンクの前身）。
- 1979年 - 北洲ハウジングサービス設立登記。
- 1984年 - 岩手エアサイクル住宅憩会発足。
- 1986年 - ノーザンカントリーホーム（NCホーム）設立。
- 1987年 - カナダR-2000ホームの日本でのデモンストレーション住宅を施工。
- 1989年 - ネクサス設立。輸入家具・ウッドデッキ取り扱い。
- 1991年
  - 4月 - イアス設立。
  - 8月 - 北洲総合研究所設立。
  - 11月 - 北洲ハウジングとNCホームが合併し、北洲ハウジングが存続会社。
- 1992年 - 北洲ハウジングがR-2000施工認定業者に認定。
- 1993年
  - 2月 - 北洲ハウジング （財）住宅・建築省エネルギー機構主催 省エネルギー住宅賞 建設大臣賞受賞。
  - 5月 - 北洲ハウジングとネクサスが合併し北洲ハウジングが存続会社。
- 1994年 - 北上市に奨学資金を寄付（10年間継続）。
- 1998年 - 北洲ハウジングリフォーム部開設。
- 2001年 - 北洲と北洲ハウジングが合併し、北洲が存続会社。片方厚夫が会長就任、馬峰豊美が社長就任。
- 2002年 - 北洲とイアスが合併し、北洲が存続会社。
- 2005年
  - 9月 - 既存住宅検診センター開設。
  - 11月 - 社長に村上ひろみ（現社長）が就任。
- 2006年
  - 5月 - 北洲プラザ落成。宮城県黒川郡富谷町（現富谷市）に本社移転。
  - 10月 - ドイツ・アルセコ社と外断熱システム技術提携。
- 2007年
  - 8月 - 日本経済新聞社・ニューオフィス推進協会主催 第20回日経ニューオフィス賞「ニューオフィス推進賞」「東北ニューオフィス推進賞 東北経済産業局長賞」受賞。
  - 10月 - IAQVEC2007（第6回建築における空気質・換気・省エネルギーに関する国際会議）にて、サステナブルハウス実験住宅の実測・検証データ発表。
  - 11月 - 七十七ビジネス振興財団主催 「第10回七十七ビジネス大賞」受賞。
- 2009年 日本地域開発センター主催「ハウス・オブ・ザ・イヤー・イン・エレクトリック2008」特別賞 受賞。
- 2011年
  - 1月 - 日本地域開発センター主催「ハウス・オブ・ザ・イヤ一・イン・エレクトリック2010」戸建部門、リフォーム戸建部門の各優秀賞受賞。
  - 10月 - 岩手県・宮城県両県の応急仮設住宅建設により国土交通省住宅局長表彰団体に選出。
- 2013年 - 会長片方厚夫が日本住宅協会「住宅関係功労者」表彰を受賞。
- 2014年
  - 7月 - 外壁サイディングプレカットを全国展開。
  - 11月 - サプライン設立登記（物流事業）。
- 2015年
  - 2月 - 低炭素杯2015「LIXIL最優秀家庭エコ活動賞」受賞。
  - 3月 - ジャパン・レジリエンス・アワード最優秀賞受賞。
  - 6月 - 日本ツーバイフォー建築協会の理事ならびに東北支部長に社長村上ひろみが就任。
- 2018年 - 潜熱蓄熱左官材「エコナウォール25」がグッドデザイン賞を受賞。
- 2025年 - 仙台市科学館の命名権取得「HOKUSHU仙台市科学館」に。[4][5]

## 許認可登録
- 建設業許可／国土交通大臣許可（特-3）第19409号
- 宅地建物取引業者免許／国土交通大臣（5）第6277号

## 加盟する団体
- 一般社団法人 日本ツーバイフォー建築協会
- 一般社団法人 日本潜熱蓄熱建材協会